# Élections sénatoriales de 2023 dans le Lot
Les élections sénatoriales de 2023 dans le Lot ont lieu le dimanche 24 septembre 2023. Elles ont pour but d'élire les deux sénateurs représentant le département au Sénat pour un mandat de six années.

## Contexte départemental
Lors des élections sénatoriales de 2017 dans le Lot, un PRG, Jean-Claude Requier et une PS, Angèle Préville ont été élus.
Depuis, tous les effectifs du collège électoral des grands électeurs ont été renouvelés, avec les élections législatives de 2022, les élections régionales de 2021, les élections départementales de 2021 et les élections municipales de 2020.
En juin 2023, Jean-Claude Requier annonce qu'il ne brigue pas un troisième mandat au Sénat.
Le 11 septembre 2023, la sénatrice sortante Angèle Préville, est victime d'un accident de la route où elle est notamment atteinte d'une fracture du sternum ; elle maintient sa candidature assurant que sa « détermination reste intacte ».

## Sénateurs sortants
| Sénateur | Sénateur            | Parti | Fonctions lors de l'élection en 2017                            |
| -------- | ------------------- | ----- | --------------------------------------------------------------- |
|          | Angèle Préville     | PS    | Conseillère départementale, adjointe au maire de Biars-sur-Cère |
|          | Jean-Claude Requier | PRV   | Sénateur sortant, conseiller municipal de Martel                |

## Présentation des candidats et des suppléants
Les nouveaux représentants sont élus pour une législature de 6 ans au suffrage universel indirect par les 664 grands électeurs du département. Dans la Lot, les sénateurs sont élus au scrutin majoritaire plurinominal. Le nombre reste inchangé, deux sénateurs sont à élire. 
| T/S | Candidats | Candidats                 | Parti | Principales fonctions                                        |
| --- | --------- | ------------------------- | ----- | ------------------------------------------------------------ |
| T   |           | Marie Piqué               | PCF   | Vice-présidente du conseil régional                          |
| S   |           | William Gout              | PCF   | Consiller municipal de Fajoles                               |
|     |           |                           |       |                                                              |
| T   |           | Angèle Préville           | PS    | Sénatrice sortante, conseillère municipale de Biars-sur-Cère |
| S   |           | Francesco Testa           | EÉLV  | Conseiller départemental                                     |
|     |           |                           |       |                                                              |
| T   |           | Jean-Marc Vayssouze-Faure | PS    | Maire de Cahors                                              |
| S   |           | Stéphanie Roussies        | PS    | Maire de Saint-Laurent-les-Tours                             |
|     |           |                           |       |                                                              |
| T   |           | Anne Laporterie           | DVG   | Conseillère départementale, adjointe au maire de Figeac      |
| S   |           | Francis Teulier           | DVG   | Maire de Vidaillac                                           |
|     |           |                           |       |                                                              |
| T   |           | Geneviève Lasfargues      | PRG   | Conseillère régionale, conseillère municipale de Cahors      |
| S   |           | Guillaume Baldy           | PRG   | Conseiller départemental, adjoint au maire de Figeac         |
|     |           |                           |       |                                                              |
| T   |           | Jérôme Bonafous           | RE    | Maire des Arques                                             |
| S   |           | Nathalie Fiacre           | RE    |                                                              |
|     |           |                           |       |                                                              |
| T   |           | Raphaël Daubet            | PRV   | Conseiller départemental, maire de Martel                    |
| S   |           | Françoise Lapergue        | RE    | Maire de Lentillac-du-Causse                                 |
|     |           |                           |       |                                                              |
| T   |           | Roland Hureaux            | LR    |                                                              |
| S   |           | Nathalie Desjardins       | LR    |                                                              |
|     |           |                           |       |                                                              |
| T   |           | Edouard Brunel            | LFI   |                                                              |
| S   |           | Juliette Lanos            | LFI   |                                                              |

## Résultats
| Candidats                | Candidats                 | Parti                    | Nuance                   | Premier tour | Premier tour | Second tour | Second tour |
| Candidats                | Candidats                 | Parti                    | Nuance                   | Voix         | %            | Voix        | %           |
| ------------------------ | ------------------------- | ------------------------ | ------------------------ | ------------ | ------------ | ----------- | ----------- |
|                          | Jean-Marc Vayssouze-Faure | PS                       | SOC                      | 410          | 63,57        |             |             |
|                          | Raphaël Daubet            | PRV                      | RDG                      | 303          | 46,98        | 376         | 58,93       |
|                          | Angèle Préville           | PS                       | SOC                      | 195          | 30,23        | 262         | 41,07       |
|                          | Anne Laporterie           | PS                       | DVG                      | 124          | 19,22        | Retrait     | Retrait     |
|                          | Geneviève Lasfargues      | PRG                      | RDG                      | 81           | 12,56        | Retrait     | Retrait     |
|                          | Jérôme Bonafous           | RE                       | RE                       | 61           | 9,46         | Retrait     | Retrait     |
|                          | Roland Hureaux            | LR                       | LR                       | 32           | 4,96         | Retrait     | Retrait     |
|                          | Marie Piqué               | PCF                      | COM                      | 28           | 4,34         | Retrait     | Retrait     |
|                          | Edouard Brunel            | LFI                      | FI                       | 11           | 1,71         | Retrait     | Retrait     |
|                          |                           |                          |                          |              |              |             |             |
| Suffrages exprimés       | Suffrages exprimés        | Suffrages exprimés       | Suffrages exprimés       | 645          | 99,08        | 638         | 96,96       |
| Votes blancs             | Votes blancs              | Votes blancs             | Votes blancs             | 3            | 0,46         | 11          | 1,67        |
| Votes nuls               | Votes nuls                | Votes nuls               | Votes nuls               | 3            | 0,46         | 9           | 1,37        |
| Total                    | Total                     | Total                    | Total                    | 651          | 100          | 658         | 100         |
| Abstention               | Abstention                | Abstention               | Abstention               | 13           | 1,96         | 6           | 0,90        |
| Inscrits / participation | Inscrits / participation  | Inscrits / participation | Inscrits / participation | 664          | 98,04        | 664         | 99,10       |